# Промислове шпигунство
Промисло́ве шпигу́нство стосовно бізнесу — це різновид економічного шпигунства, якому властиве звуження масштабів завдань з одержання інформації, що цікавить, від державного — до масштабу однієї або декількох фірм-конкурентів. 
Промислове шпигунство — вид недобросовісної конкуренції, діяльність із незаконного добування відомостей, що становлять комерційну цінність.
Отже, для бізнесу промислове шпигунство — лише спосіб конкурентної боротьби. І якщо суб'єктом економічного шпигунства (стороною, що здійснює активні дії) є держава в особі своїх спецслужб, то щодо промислового — таким є окремий підприємець, фірма, тобто фізична або юридична особа. 
Промислове шпигунство, зазвичай, має дві мети:
- отримання інформації конкурентів, насамперед конфіденційної, про стратегічні й тактичні наміри їхнього бізнесу;
- здобуття конкурентної переваги на ринку, через витіснення або знищення конкурента.

## Агенти та процес збору
Економічне або промислове шпигунство зазвичай відбувається одним із двох способів. По-перше, незадоволений співробітник привласнює інформацію для просування інтересів або для шкоди компанії. По-друге, конкурент або іноземний уряд шукає інформацію для просування власних технологічних або фінансових інтересів. 
Так звані «кроти», або довірені інсайдери, зазвичай вважаються найкращими джерелами для економічного чи промислового шпигунства. Історично відомий як "патсі" (дослівно – «козел відпущення»), внутрішній агент може бути спонуканий, добровільно або під примусом, надавати інформацію. Його спочатку можуть попросити надати несуттєву інформацію, а після того, як його скомпрометували вчиненням злочину, шантажувати, щоб він надав більш конфіденційний матеріал. Люди можуть залишити одну компанію, щоб почати працювати в іншій і взяти з собою конфіденційну інформацію. Така очевидна поведінка була в центрі уваги численних справ про промислове шпигунство, які призвели до судових баталій. 
Деякі країни наймають осіб для шпигунства, а не використовують власні розвідувальні служби. Вважається, що вчені та науковці, представники бізнесу та студенти часто використовуються урядами для збору інформації. Повідомлялося, що деякі країни, такі як Японія, очікують, коли  студенти проведуть підведення підсумків навчання після повернення додому. Шпигун може піти на екскурсію заводом або фабрикою, а потім «загубитися». Шпигуном може бути інженер, працівник технічного обслуговування, робітник, прибиральник, продавець страхування або інспектор: будь-хто, хто має законний доступ до службових приміщень.
Шпигун може проникнути в приміщення, щоб викрасти відомості, а також може шукати матеріали у смітнику, відоме як «пірнання в смітник». Інформація може бути скомпрометована через небажані запити на інформацію, маркетингові опитування або використання технічної підтримки, досліджень чи програмного забезпечення. Аутсорсингові промислові виробники можуть запитувати інформацію поза погодженим контрактом.
Комп’ютери полегшили процес збору інформації завдяки простоті доступу до великих обсягів інформації через фізичний контакт або Інтернет.